# Хеморецепція
Хеморецепція — здатність живих істот сприймати зміни концентрації певних речовин в навколишньому середовищі.
Хімічний сигнал перетворюється у потенціал дії. Хеморецептори можуть бути дуже різними за своєю природою, і тому по-різному реагувати на одну і ту ж речовину — залежно від точки його прикладання (ніс, рот, шкіра тощо).

## Екзорецепторна й ендорецепторна хеморецепція
Один і той же фактор викликає різні реакції живого організму, залежно від точки прикладання. Наприклад, такий фактор, як pH може бути сприйнятий нюховими рецепторами (як «гострий запах»), слизовою рота (як кислий смак), шкірою (як опік) чи сприйнятий стінками аорти (несвідома реакція судинної системи людини); зміна концентрації вуглекислого газу в крові і в повітрі також викликає різний ефект.